# Orgiano
Orgiano is een gemeente in de Italiaanse provincie Vicenza (regio Veneto) en telt 3210 inwoners (31-12-2004). De oppervlakte bedraagt 18,1 km², de bevolkingsdichtheid is 177 inwoners per km².

## Demografie
Orgiano telt ongeveer 1098 huishoudens. Het aantal inwoners steeg in de periode 1991-2001 met 3,7% volgens cijfers uit de tienjaarlijkse volkstellingen van ISTAT.
| Jaar | Inwoneraantal |
| ---- | ------------- |
| 1991 | 2973          |
| 2001 | 3084          |

## Geografie
Orgiano grenst aan de volgende gemeenten: Alonte, Asigliano Veneto, Cologna Veneta (VR), Lonigo, Poiana Maggiore, San Germano dei Berici, Sossano.